# HMCS Bonaventure (CVL 22)

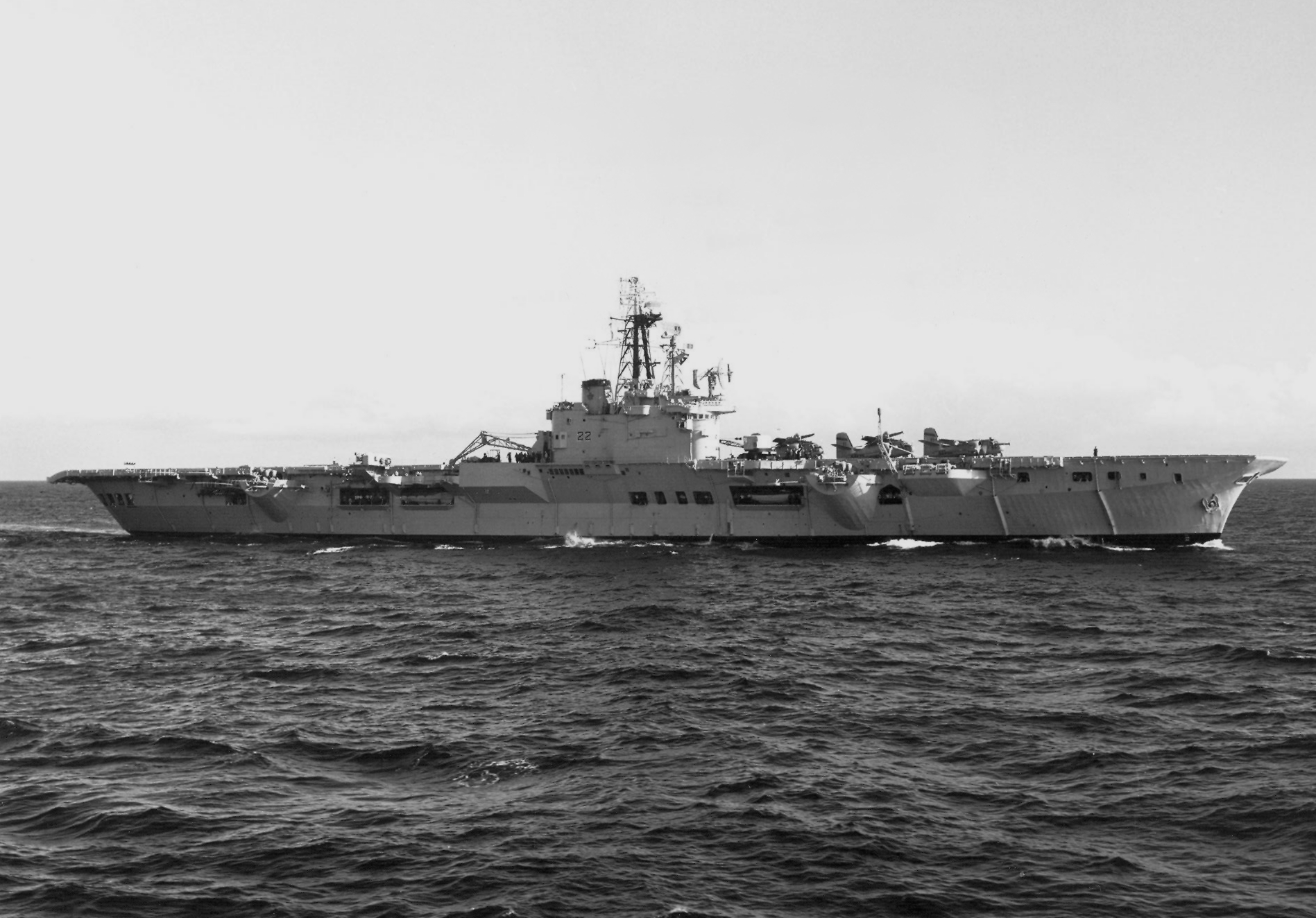
HMCS Bonaventure (CVL 22) år 1961.

HMCS Bonaventure (CVL-22) var ett hangarfartyg av Majestic-klass. Hon tjänstgjorde i kanadensiska flottan och Canadian Forces Maritime Command mellan 1957 och 1970 och var det tredje och sista hangarfartyget att tjänstgöra i Kanada. Fartyget kölsträcktes för brittiska Royal Navy som HMS Powerful i november 1943. Efter andra världskrigets slut avbröts arbeten på fartyget 1946. Vid tidpunkten för köpet, beslöts det att införa ny hangarfartygsteknik i konstruktionen. Bonaventure deltog aldrig i strid. Hon var dock involverad Natoflottans havspatrullering under Kubakrisen.

## Historia
Som HMS Powerful kölsträcktes hon vid Harland and Wolff i Belfast den 21 november 1943 och sjösattes den 27 februari 1945. Arbeten på henne avbröts efter slutet av andra världskriget och återupptogs inte förrän fartyget köptes av Kanada. Hon köptes i början av 1950-talet av kanadensiska flottan som ville ersätta sina åldrande lätta hangarfartyg från andra världskriget, Magnificent (ett annat hangarfartyg av Majestic-klass) och Warrior, som ansågs olämpliga för den nya jetplansåldern. Man övervägde flera amerikanska och brittiska överskottsfartyg men den då ofullständiga HMS Powerful, ett lätt hangarfartyg av Majestic-klass, köptes år 1952 från Royal Navy under förutsättning att det skulle utrustas med ett vinklat flydäck och ångkatapult. Bonaventure—uppkallad efter Bonaventure Island, ett fågelskyddsområde i Saint Lawrenceviken—togs i tjänst i den kanadensiska flottan efter avslutad modernisering den 17 januari 1957. År 1966 dockade fartyget i Quebec för en ombyggnad. Denna andra ombyggnaden tog 18 månader och kostade $11 miljoner. Efter 1968 års enande av de kanadensiska väpnade grenarna, utrangerades Bonaventure i Halifax den 3 juli 1970 och skrotades i Taiwan 1971. Delar från Bonaventures ångkatapult användes för att bygga katapulten ombord på australiensiska hangarfartyget HMAS Melbourne.

## Roll
Bonaventure var det tredje och sista hangarfartyget i kanadensiska flottan och Canadian Forces Maritime Command. Bonaventure användes i olika roller under sin tjänstgöring, bland annat som en plattform för ubåtsjakt.

## Flygplan

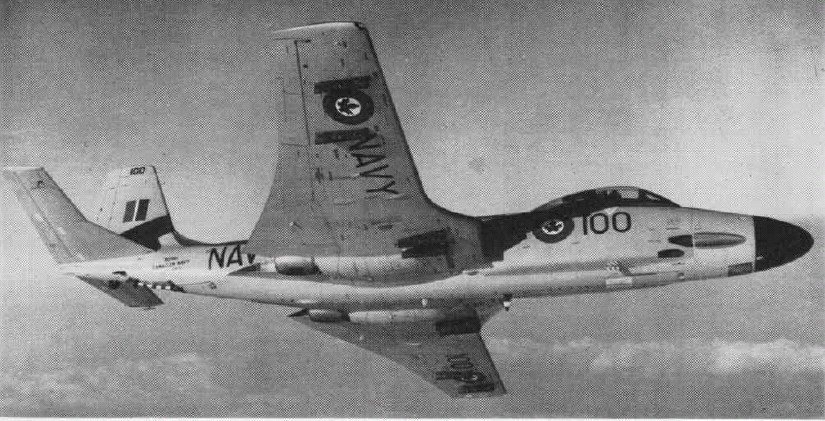
En kanadensisk F2H-3, 1957.

Bonaventure hade fem divisioner ombord. Inledningsvis hade hon upp till 34 flygplan och helikoptrar ombord. Antalet flygplan minskas gradvis tills ombyggnaden 1967, då flyggruppen nådde en topp på 21 flygplan. Inledningsvis opererades två typer av flygplan från Bonaventure. McDonnell F2H-3 Banshee flögs av VF 870 och VF 871-divisionerna, medan Grumman CS2F Tracker ubåtsjakt flögs av VS 880 och VS 881-divisionerna. Bonaventure hade också HO4S-helikoptrar som flögs av HS 50-divisionen.
Även med ombyggnaden var det riskabelt att landa en Banshee på Bonaventures relativt korta flygdäck. Samma visa var det med de bredvingade CS2F Trackers. Trots detta och på grund av det hårda arbete och hennes besättnings engagemang kunde Bonaventure från och med 1958 genomföra uthålliga operationer dygnet runt, och kunde, genom att hålla fyra Trackers och två HO4S:s i luften hela tiden, övervaka ett 200 kvadratsjömils (690 km²) stort område med ubåtsjaktflygplan. F2H-3-planen pensionerades 1962. År 1964 fick fartyget nya CHSS-2 Sea King-helikoptrar.

## Beskrivning

### Innan 1967 års ombyggnad
Deplacement: 16 000 t, 19 920 t fullastad

Storlek: 192,02 x 24,38 x 7,47 m

Framdrivning: Parsons single-reduction växlade ångturbiner, fyra Admiralty 3-drum type 350 psi (2,4 MPa) ångpannor, två axlar; 40 000 shp (30 MW)

Maxhastighet: 24,5 knop (45 km/h)

Besättning: 1200; 1370 krigstid

Flyg: omkring 34 flygplan, inklusive:
- HS 50-division: Sikorsky HO4S
- VF 870 och VF 871-divisionerna: McDonnell F2H-3 Banshee
- VS 880 och VS 881-divisionerna: Grumman CS2F Tracker

Flygdäck: 214,58 x 34,29 m

Radar: US AN/SPS-10 ytspaningsradar, AN/SPS-12 flygradar och SPS-8 höjdradar

Bestyckning: 4 × 3 in (76 mm) 50 tvillingmonterade, 3 × 6 pdr (3 kg) salutkanoner

### Efter 1967 års ombyggnad (förändringar i fetstil)
Deplacement: 16 000 ton och 19 920 ton fullastad

Storlek: 192,02 x 24,38 x 7,47 m

Framdrivning: Parsons single-reduction växlade ångturbiner, fyra Admiralty 3-drum type 350 psi (2,4 MPa) ångpannor, två axlar; 40 000 shp (30 MW)

Maxhastighet: 24,5 knop (45 km/h)

Besättning: 1200; 1370 krigstid

Flyg: omkring 21 flygplan, inklusive:
- HS 50-division: Sikorsky HO4S
- HS 50, HU 21 och VX 10-divisionerna: Sikorsky CHSS-2 Sea King
- VS 880 och VS 881-divisionerna: Grumman CS2F Tracker

Flygdäck: 214,58 x 34,29 m

Radar: US AN/SPS-10 ytspaningsradar och AN/SPS-501 luftradar

Bestyckning: Två 3 in (76 mm) 50 tvillingmonterade, tre 6 pundiga (3 kg) salutkanoner ???

## Åminnelse

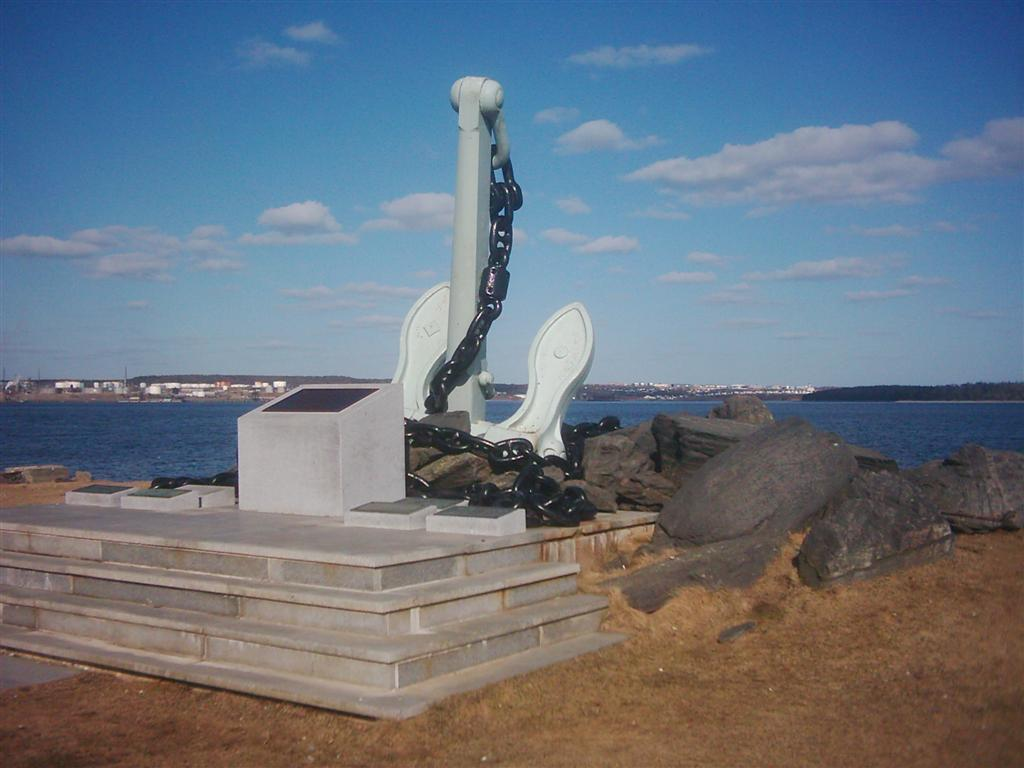
Bonaventures ankar.

Skeppsankaret från Bonaventure är bevarad vid Point Pleasant Park i Halifax där den fungerar som ett monument över de män och kvinnor som omkom under tjänstgöring i den kanadensiska flottan i fredstid. Skeppsklockan från Bonaventure är bevarad vid Shearwater Aviation Museum i Dartmouth, Nova Scotia där även en stor modell och en utställning finns om hangarfartyget.